# Cañitas de Felipe Pescador
Cañitas de Felipe Pescador, conocido en muchas ocasiones por el solo nombre de Felipe Pescador, es una localidad del estado mexicano de Zacatecas, localizada en el centro-norte del estado, fue un importante centro ferrocarrilero. Es cabecera del municipio del mismo nombre.

## Historia
La zona donde hoy se encuentra asentado Felipe Pescador, en medio del desierto zacatecano no se había desarrollado mayormente debido a lo agreste del clima, sin embargo se estableció en dicho punto una estación de ferrocarril de la línea de México a Ciudad Juárez, lo que impulsó el poblamiento de la región, alrededor de 1918 en que con el inicio del reparto de tierras agrícolas permitió el inicio de la llegada de mayor población a la zona y en 1921 el gobernador de Zacatecas, Donato Moreno, expropió los actuales terrenos de la población de las haciendas de Guadalupe y La Salada para constituir el fundo legal de Cañitas que tuvo el nombre inicial de Empalme Cañitas, esto debido a que en esa estación se encontraba el empalme de la vía principal de México a Ciudad Juárez con el ramal que conduce a la ciudad de Victoria de Durango, permaneciendo así hasta que un decreto del 29 de mayo de 1935 la denominó únicamente Cañitas. La situación de la estación como punto de intersección entre ambos ramales propició el surgimiento del importante centro ferrocarrilero que fue la población, estableciéndose talleres, oficinas y demás instalaciones necesarias para los ferrocarriles que se convirtió en la principal actividad de la población, la gran mayoría de este surgimiento se dio durante la gestión como superintentende de los Ferrocarriles Nacionales de México de Felipe Pescador, en honor a quién a partir del 19 de noviembre de 1958 la población se denominó oficialmente Cañitas de Felipe Pescador, e incluso llegaría a ser más conocida únicamente por el título de Felipe Pescador, sobre todo en el ámbito de los ferrocarriles.
Desde su fundación, Cañitas había pertenecido al municipio de Fresnillo, pero el mismo 19 de noviembre de 1958 en que fue denominado Cañitas de Felipe Pescador pasó ser constituida en cabecera del nuevo municipio del mismo nombre. Durante toda esta época la actividad económica de la población se centró completamente en los ferrocarriles, por lo que al comenzar el definitivo declive de éste medio de transporte entre 1992 y 1996 conllevó un fuerte impacto para la población al cesar la principal fuente de empleo, actividad económica y transporte de la región, que tuvo que a partir de entonces diversificarse; sin embargo, en estos mismos años, el 20 de agosto de 1994 es elevada a la categoría de ciudad.
En la actualidad, Cañitas de Felipe Pescador sigue resintiendo las consecuencias del cese de operaciones de los ferrocarriles, por lo cual su población ha descendido, mucha de la cual ha emigrado hacia Estados Unidos.

## Localización y demografía
Cañitas de Felipe Pescador se encuentra localizado en las coordenadas geográficas 22°36′18″N 102°43′26″O / 22.60500, -102.72389 y tiene una altitud de 2,020 metros sobre el nivel del mar, durante mucho tiempo la única vía de comunicación de Felipe Pescador era la línea de ferrocarril que lo unía hacia el norte con Torreón, Coahuila y hacia el sur con Fresnillo y la ciudad de Zacatecas, aunado que la vía de ferrocarril se encuentra en medio del desierto zacatecano y alejada de la principal carretera de la región, la Carretera Federal 49, posteriormente se construyó un ramal carretero que enlaza a Felipe Pescador con dicha carretera de la que la separa una distancia de 26 kilómetros.
Los resultados del Conteo de Población y Vivienda de 2020 realizado por el Instituto Nacional de Estadística y Geografía indican que en la localidad de Cañitas de Felipe Pescador habitan un total de 6,378 personas, de las cuales 3,104 son hombres y 3,274 son mujeres.